# L'esploratore scomparso

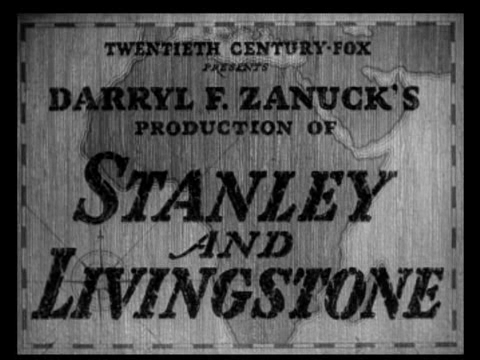
Titoli di testa del film nell'edizione inglese

L'esploratore scomparso (Stanley and Livingstone) è un film del 1939 diretto da Henry King con Spencer Tracy, Cedric Hardwicke e Nancy Kelly.

## Trama
Il giornalista del New York Herald, Henry Stanley (Tracy), viene inviato in Africa dal suo direttore alla ricerca del dottor David Livingstone (Hardwicke), esploratore britannico di cui non si hanno più notizie da tempo.

## Produzione
Il film venne diretto da Henry King che girò le scene a Victorville in California ed a Sun Valley in Idaho. Le sequenze di safari invece vennero dirette da Otto Brower e girate in Kenya, Tanganica (l'odierna Tanzania) e Uganda.

## Errori
Nella versione in lingua originale del film, il personaggio di Stanley in una battuta afferma di essere nato in Inghilterra, tuttavia il giornalista è nato a Denbigh in Galles.

## Doppiaggio italiano
La celebre frase pronunciata da Stanley nel suo primo incontro con Livingstone, "Doctor Livingstone, I presume" (letteralmente "Dottor Livingstone, suppongo" o "presumo"), venne doppiata in "Dottor Livingstone, è lei vero?". Il nome del brefotrofio di St Asaph, dove crebbe Stanley, venne cambiato nel doppiaggio italiano in "St Andrew".